# 普京宫
伊多科帕斯角宅邸（羅馬化：Rezidentsiya myse Idokopas），又称普京宫（Дворец Путина, Dvorets Putina），是位于俄罗斯克拉斯诺达尔边疆区格连吉克黑海沿岸的一座意大利式建筑，俄罗斯反腐败基金会吹哨人谢尔盖·科列斯尼科夫称该建筑为俄罗斯总统普京修建。2021年1月，因相关视频在互联网上曝光，俄罗斯各地爆发抗议事件。随后，普京密友、金融寡头阿尔卡季·罗滕贝格宣称该宅邸归自己所有。

## 曝光
2010年，弗拉基米尔·普京发言人德米特里·谢尔盖耶维奇·佩斯科夫被解雇。据他披露，自首次就任俄罗斯总统以来，普京一直在建造自用的豪华达恰（夏季居所）。商人谢尔盖·科列斯尼科夫是普京的密友，普京进入克里姆林宫前，他便频繁和普京在圣彼得堡见面。据他透露，普京挪用了国家资源。
2010年，科列斯尼科夫向总统德米特里·梅德韦杰夫致公开信，详细讲述他和其他人参与这项计划，呼吁梅德韦杰夫调查，采取行动打击国内的腐败现象。2011年1月，维基解密俄语版披露了宫殿及其周边地区的高清图片，显示宫殿内部装潢极其奢华，导致网站被暂时封锁。
普京和克里姆林宫的发言人一致否认普京牵涉该项目或有腐败行为。
2011年2月，俄罗斯独立报纸《新报》报道称已取得获科列斯尼科夫确认的文件，发现总统财产管理局主任弗拉基米尔·伊戈列维奇·科任牵涉其中，但科任否认。发言人拒绝评论报道。而联邦警卫局在该地区的活动，进一步显示国家力量可能参与其中。最终科任于同年4月承认克里姆林宫有份参与计划，表示他的办公室与Lirus Management签订项目合同，Lirus子公司Rosinvest直接拨款给项目工程。
2011年3月，报道指经营海港、银行、商业地产及机场建设项目、身价亿万的商人亚历山大·波诺马连科收购持有宫殿的公司“伊多科帕斯”。当时，伊多科帕斯在普拉斯科维耶卡持有约67公顷的“休闲用”土地，其中“招待所”大楼就占地2.6万平方。波诺马连科还说，他已经购买了第二家公司、在距普拉斯科维耶夫卡13公里处的Divnomorsk镇附近拥有60公顷农地的Lazurnaya Yagoda。波诺马连科从普京人脉圈中的商人尼古拉·沙马洛夫手中买下这幢未完工的综合楼，据科列斯尼科夫交代，沙马洛夫和他的合伙人是计划的中心人物。波诺马连科没有透露交易的价格，但暗示他拿到了一个好价钱，因为原来开发商在开发项目的时候已经负债连连，花光了所有资金。至于竣工时预计投入的成本，他表示3.5亿美元“应该差不多了”。但根据《公报》引述专家观点，项目共投资仅为2000万美元。2011年7月，“Lazurnaya Yagoda”被卖给香槟酒工厂“Abrau Durso”的老板鲍里斯·铁托夫。

### 吹哨人揭发
科列斯尼科夫也将写给梅德韦杰夫的举报信发给了《新报》、《华盛顿邮报》的大卫·伊格纳修斯和Snob.ru的玛莎·格森（Masha Gessen），信函透露了普京宫修建计划“南方计划”的细节。
早在2000年初，跨公司西门子公司俄罗斯西北地区业务代表尼古拉·泰伦蒂维奇·沙马洛夫和与新总统普京亲信接触商人科列斯尼科夫。大约在1993年到1994年，沙马洛夫便和科列斯尼科夫有生意上的往来，当时科列斯尼科夫是圣彼得堡医疗用品采购公司Ptromed的副总干事。科列斯尼科夫也通过这家公司接触沙马洛夫，沙马洛夫是普京的代表，负责促成科列斯尼科夫与普京的会谈。1992年Ptromed改为私营企业时，普京以圣彼得堡对外经济委员会主任的身份，持有51%的股份。
至于Rosinvest的股权架构，消息指普京持股高达94%，科列斯尼科夫、沙马洛夫和德米特里·弗拉基米罗维奇·戈洛洛夫（Petromed总干事，普京在圣彼得堡的另一名亲信）各持股2%。Rosinvest经营业务包括造船、建筑及废料/木材加工。科列斯尼科夫表示，亿万富翁罗曼·阿尔卡季耶维奇·阿布拉莫维奇等人的捐款使得Ptromed公司的健康项目变得“高尚”，暗示他们并不知道自己的捐款有很大一份，流向为总统及其合伙人赚取收益的投资工具Rosinvest。大量具争议性资金的流入，也证明普京和阿布拉莫维奇的关系非常好。

### 资金结构
下图展示了参与工程融资的各公司与现金流的结构：

## 其他报道
2011年2月，环保主义者和一名记者前往当地，调查项目是否违反生态保护法规。然而，他们遭到负责保护国家财产及高级官员的联邦警卫局成员骚扰和拘留。虽然设备被没收，他们还是能够在网站上发表额外的照片。2011年6月，社运人士再度突袭项目工地，发现有一座违法建造的码头。

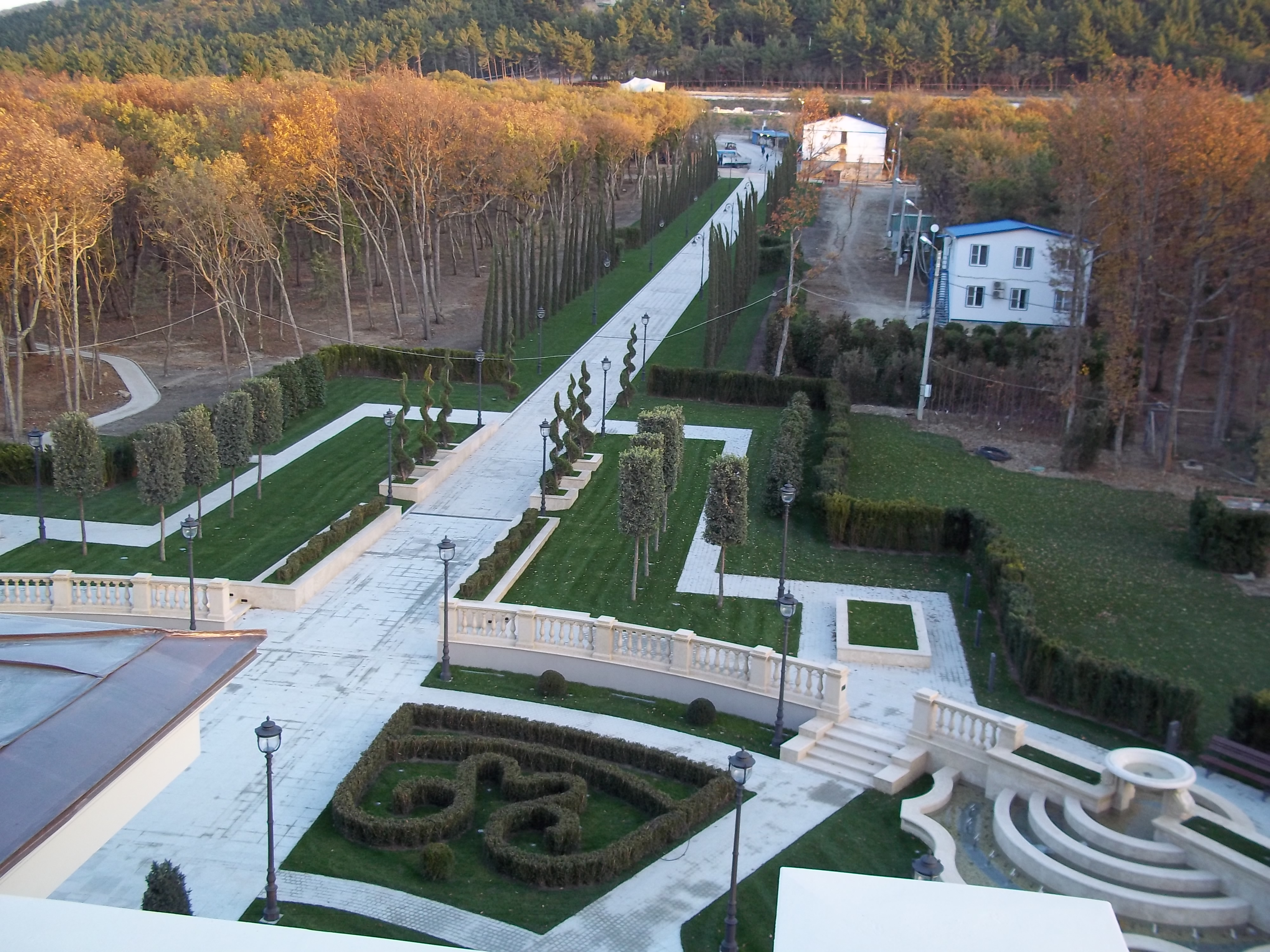
花园
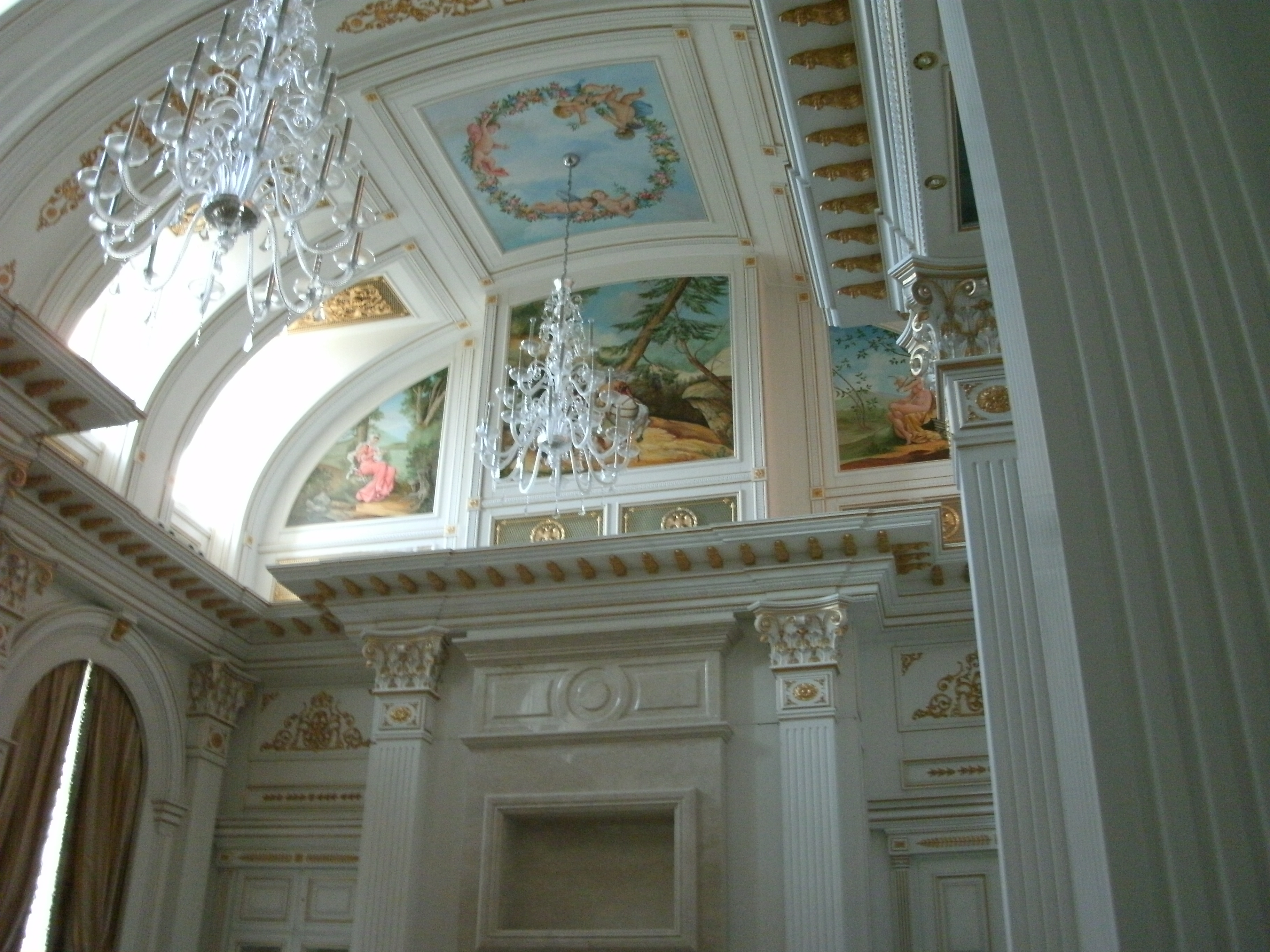
大堂
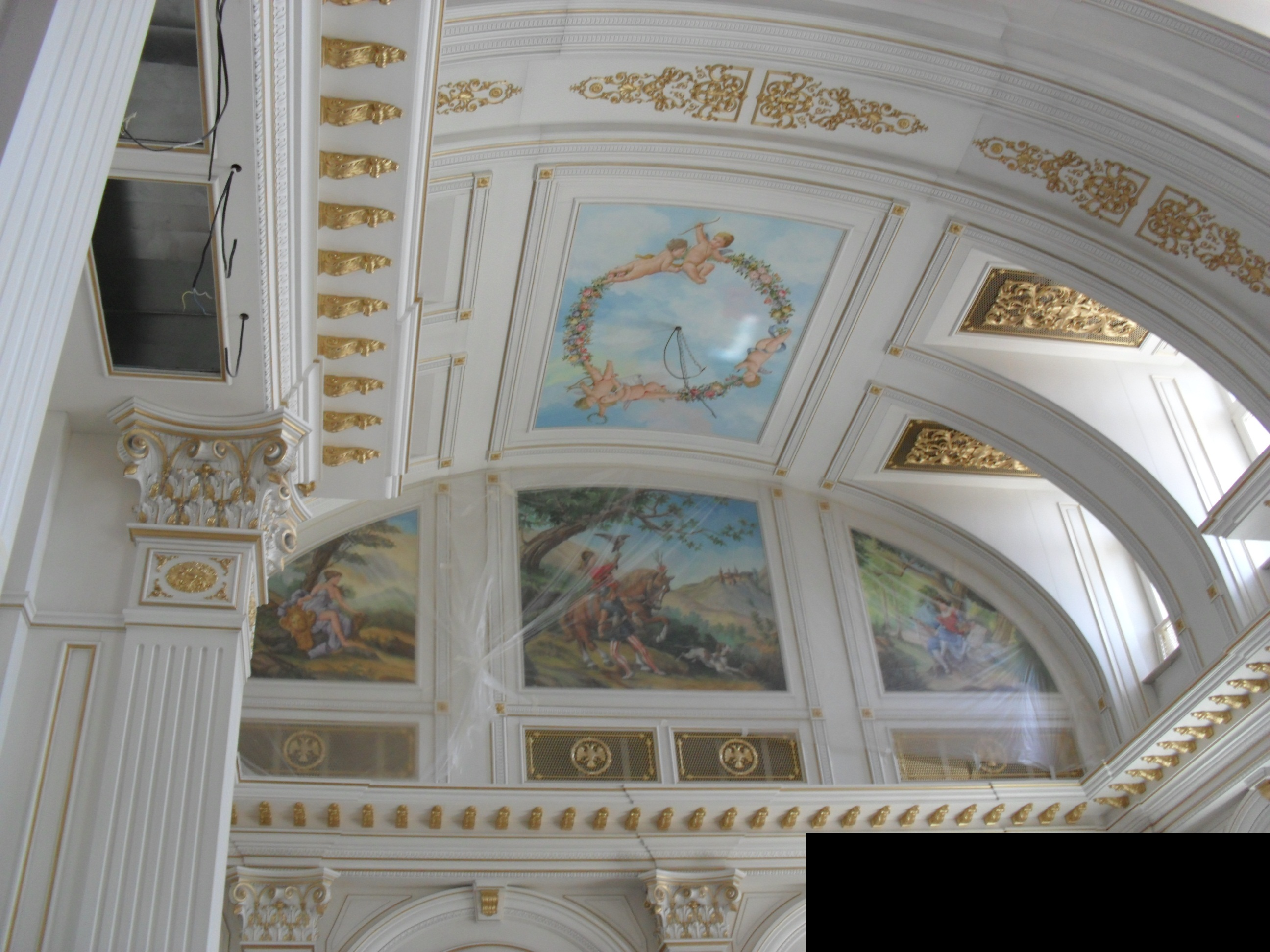
大堂
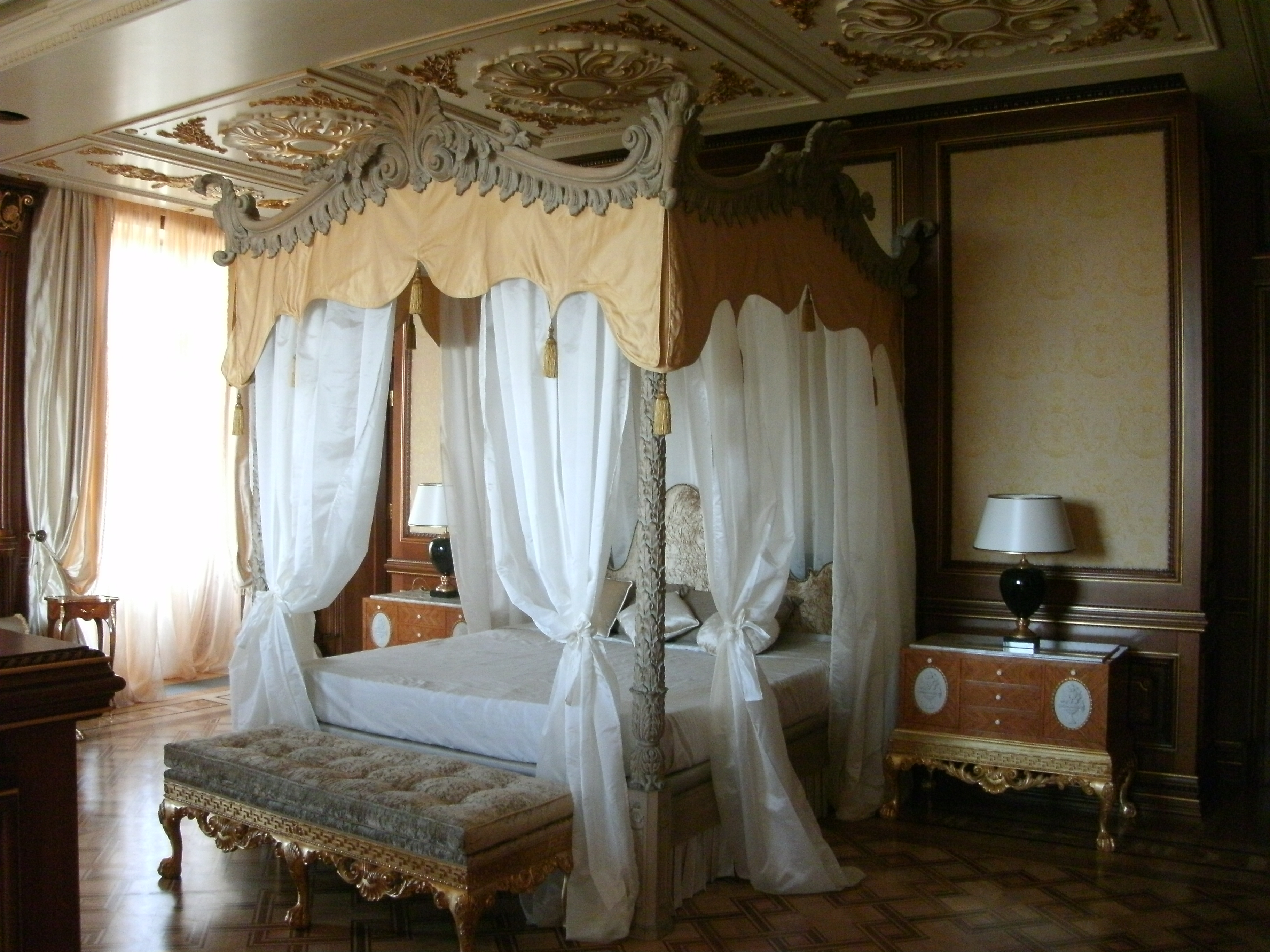
卧室
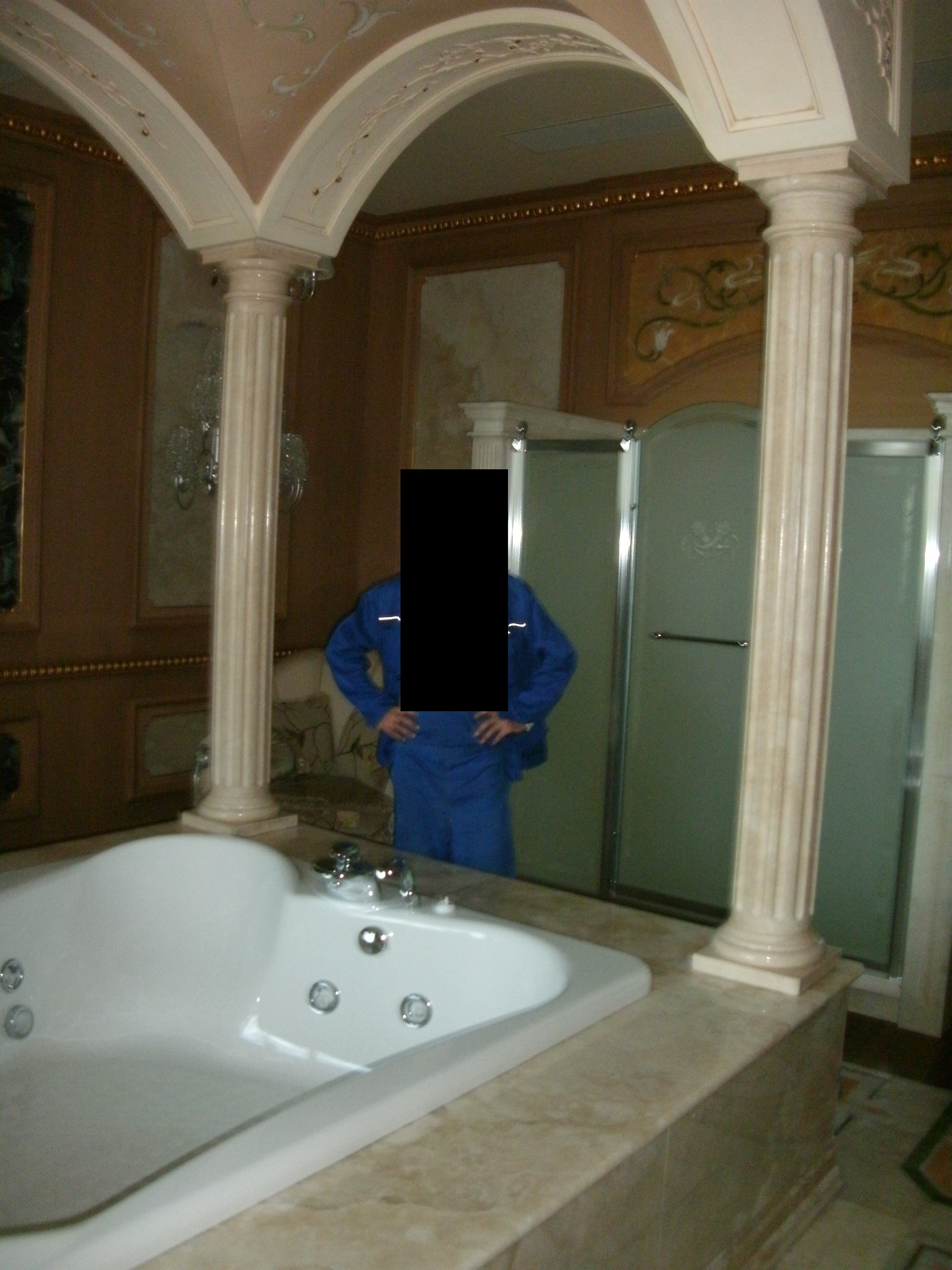
浴室

## 反腐败基金会调查
2021年1月19日，俄罗斯当局将归国的阿列克谢·阿纳托利耶维奇·纳瓦利内逮捕的两天后，纳瓦利内和他的反腐败基金会发表调查纪录片《普京宫殿：史上最大的贿赂》，指控总统普京利用欺诈手段获取资金，建造庄园，是“世界最大的贿赂”。片中，纳瓦利内称庄园的面积是摩纳哥的39倍，成本超过1000亿卢布（13.5亿美元）。片中出现了庄园的无人机航拍镜头，以及由承包商所提供的宫殿平面图，他将平面图与2011年在网上流出的宫殿内部照片进行对比。纪录片最终导致全俄罗斯于2021年1月23日举行大规模抗议活动。普京表示宫殿不属于他。